# Потапов, Юрий Михайлович
Ю́рий Миха́йлович Пота́пов (26 августа 1925 год — 31 мая 2005) — советский военный деятель, генерал-полковник Советской армии (23.10.1977), участник Великой Отечественной войны, лауреат Государственной премии СССР.

## Биография
Родился в 1925 году в Ставрополе.
В 1941 году в составе артиллерийской специальной школы участвовал в обороне Москвы. В 1943 году окончил артиллерийское училище.
С августа 1944 года — в боях Великой Отечественной войны. Воевал сначала на 1-м Прибалтийской и на 3-м Украинском фронте, был командиром взвода, затем батареи.
С 1945 года — в Военной академии бронетанковых войск, окончил её в 1949 году с золотой медалью.
Занимал должности командира танкового батальона, начальника штаба танкового, мотострелкового полков, командир танкового полка (40 полк, Нойзе лагерь, ГДР, 1958-60 гг) затем возглавил штаб танковой дивизии.
В 1963 году окончил Военную академию Генштаба, назначен командиром 104-й гвардейской воздушно-десантной дивизии, затем 106-й гвардейской воздушно-десантной дивизии.
С 1969 года — первый заместитель командующего 6-й гвардейской танковой армией, в феврале 1973 года стал командующим 35-й армии. В декабре 1975 года был назначен начальником штаба Дальневосточного военного округа.
С 1978 года — начальник танковых войск. В 1980 году возглавил Главное бронетанковое управления Министерства обороны СССР.
В 1987 году ушёл в отставку в звании генерал-полковника.
В отставке недолгое время был советником при Главном автобронетанковом управлении, затем возглавил ветеранскую организацию автобронетанковых войск.
Тяжело болел и 31 мая 2005 года умер в Москве.

## Награды
- Орден Почёта (Россия)
- Орден Ленина
- Орден Октябрьской Революции
- Орден Красного Знамени
- Орден Отечественной войны I степени
- Орден Отечественной войны II степени
- Орден «За службу Родине в Вооружённых Силах СССР» III степени
- Орден Красной Звезды
- Государственная премия СССР — за создание новых образцов бронетанкового вооружения
- другие награды

## Сочинения
- Потапов Ю. М. Применение танковых армий в Берлинской операции. // Военно-исторический журнал. — 1985. — № 4. — С.27-30.
- Потапов Ю. М. Главный маршал бронетанковых войск А. Х. Бабаджанян (К 80-летию со дня рождения). // Военно-исторический журнал. — 1986. — № 6. — С.92-94.